# Better Mistakes
| Оценки критиков      | Оценки критиков |
| Источник             | Оценка          |
| -------------------- | --------------- |
| The Young Folks      | [ 1 ]           |
| Entertainment Weekly | B               |
| Clash                | [ 3 ]           |
| The Forty-Five       | [ 4 ]           |
| Spectrum Culture     | 6.5/10          |
| AllMusic             | [ 6 ]           |

Better Mistakes — второй студийный альбом американской певицы Биби Рексы, вышедший 7 мая 2021 года на лейбле Warner Records. Продюсером были Burns, Jussifer, Jason Gill и Грег Кёрстин.

## Об альбоме
5 октября 2020 года Беби Рекса объявила, что четыре дня спустя выпустит сингл «Baby, I’m Jealous» с участием певицы Doja Cat. Песня заняла 58-е место в чарте Billboard Hot 100 в США. 4 марта 2021 года она выпустила следующий сингл «Sacrifice» . Рекса объявила название альбома «Better Mistakes» вместе с его оформлением и датой выпуска (7 мая 2021) 14 апреля 2021 года вместе с анонсом третьего сингла «Sabotage». 15 апреля она опубликовала трек-лист в своих аккаунтах в социальных сетях. Альбом был доступен для предзаказа 16 апреля, уступив выходу «Sabotage». 28 апреля Рекса объявила, что песня «Die for a Man» с участием американского рэпера, певца и автора песен Лил Узи Верт будет выпущена в качестве четвёртого сингла с альбома 30 апреля. Позже она дала отрывок из песни за день до выпуска сингла.

## Список композиций
| №                   | Название                                                   | Автор(ы)                                                                         | Продюсеры           | Длительность |
| ------------------- | ---------------------------------------------------------- | -------------------------------------------------------------------------------- | ------------------- | ------------ |
| 1.                  | «Break My Heart Myself» (при участии Travis Barker)        | Bebe Rexha Jussi Karvinen Justin Tranter                                         | Barker              | 2:31         |
| 2.                  | «Sabotage»                                                 | Rexha Michael Matosic Michael Tighe Greg Kurstin Jonathan Hume                   | Kurstin             | 2:56         |
| 3.                  | «Trust Fall»                                               | Rexha Blake Slatkin Madison Love Sorana                                          |                     | 2:30         |
| 4.                  | «Better Mistakes»                                          | Rexha Peter Rycroft Tranter Lisa Scinta The Six                                  |                     | 2:15         |
| 5.                  | «Sacrifice»                                                | Rexha Bowman Rycroft Matthew Burns                                               | Burns               | 2:40         |
| 6.                  | «My Dear Love» (при участии Ty Dolla Sign и Trevor Daniel) | Rexha Bolooki Brian Lee Tranter                                                  |                     | 2:52         |
| 7.                  | «Die for a Man» (при участии Lil Uzi Vert)                 | Rexha Michelle Buzz Nick Mira Jason Gill Lil Uzi Vert                            | Gill Mara           | 2:47         |
| 8.                  | «Baby, I’m Jealous» (при участии Doja Cat)                 | Rexha Bowman Tranter Karvinen Gill Amala Dlamini                                 | Jussifer Gill       | 2:55         |
| 9.                  | «On the Go» (при участии Pink Sweats и Lunay)              | Rexha Michael Keenan Sweats Lunay                                                |                     | 2:59         |
| 10.                 | «Death Row»                                                | Rexha Tranter The Six                                                            |                     | 3:00         |
| 11.                 | «Empty»                                                    | Rexha Tranter Karvinen The Six                                                   |                     | 2:28         |
| 12.                 | «Amore» (при участии Rick Ross)                            | Rexha Ross The Futuristics Nate Cyphert Michael Pollack Jack Brooks Harry Warren |                     | 2:54         |
| 13.                 | «Mama»                                                     | Rexha Tranter Karvinen Lee Freddie Mercury                                       |                     | 3:08         |
| Общая длительность: | Общая длительность:                                        | Общая длительность:                                                              | Общая длительность: | 36:01        |

## Чарты

### Еженедельные чарты
| Чарт (2021)                              | Высшая позиция |
| ---------------------------------------- | -------------- |
| Канада (Canadian Albums Chart)           | 57             |
| Великобритания (UK Digital Albums Chart) | 22             |
| США (Billboard 200)                      | 140            |

## История релиза
| Регион | Дата        | Формат                     | Лейбл  | Ссылка |
| ------ | ----------- | -------------------------- | ------ | ------ |
| Мир    | 7 мая 2021  | Цифровые загрузки стриминг | Warner | [ 20 ] |
| Мир    | 2 июля 2021 | CD                         | Warner | [ 21 ] |